# 航宙軍士官、冒険者になる
『航宙軍士官、冒険者になる』（こうちゅうぐんしかん、ぼうけんしゃになる）は、伊藤暖彦による日本のライトノベル。イラストはhimesuzが担当している。『小説家になろう』で2017年8月から連載され、書籍版がファミ通文庫（KADOKAWA）より2018年11月から刊行されている。
『ラノベ好き書店員大賞2019』単行本部門1位を獲得した。BOOK☆WALKER主催の「次のヒット作はこれだ！ 新作ラノベ総選挙2019」新文芸・ブックス部門では6位を獲得している。
メディアミックスとして、たくま朋正の作画によるコミカライズが『WEBデンプレコミック』にて2018年12月から連載されている。

## あらすじ
邂逅編
帝国航宙軍兵士アラン・コリントの乗艦する航宙艦イーリスは、超空間航行中に未知の攻撃を受けて航行不能となり、アランはただ一人、脱出ポッドで目前の惑星に不時着した。降り立った惑星には驚くことに、アランの遺伝子の系譜に連なる人類が繁栄し、さらにはこの惑星の人類は"魔法"なるものを使っていたのだった。アランと、彼に共生するナノマシン［ナノム］は、科学技術を駆使して"剣と魔法の世界"を調査しつつ、サバイバル生活を送ることになる。
アラン・コリントは、グレイハウンドの群れに襲われていたクレリア・スターヴァインを救助する。その返礼として、クレリアから、言語や魔法を習得することになる。治療が終わったクレリアとともに旅をすることになり、タラス村に立ち寄る。そこで護衛の仕事を請けてゴタニアに向かうのだった。
冒険者編
ゴタニアに向かう途中で盗賊から救出したタルスは、ゴタニアの有力商人だった。タルスからの支援と盗賊捕縛の報奨金をもとに冒険者としての体裁を整えていった。そんな中、臣下のエルナと再会したクレリアから自身が亡国スターヴァインの王女であったと説明され、アランは助力する事を決める。
冒険者として過ごすアランのもとにセリーナ/シャロンの姉妹が訪れる。航宙艦イーリスが無事であると知ったアランは、現在の艦の状況、バグスによりこの惑星が襲われるリスク、帝国軍との合流の可能性について艦のAIであるイーリスから説明を受ける。アランは、この惑星を人類銀河帝国に編入し、バグスの襲来に備える決意をする。
一方で、クレリアはスターヴァインの残党と合流しつつあった。スターヴァイン王家の再興を願う彼らは、指導者としてアランを仰ぎ、冒険者としてクランを結成、ゆくゆくは国を取り戻さんと決意を新たにする。その舞台として、城塞都市ガンツに居を移すことになる。
城塞都市ガンツに到着した一行は、希少な魔物の討伐や、盗賊の討伐で名を上げ、クランハウスを手に入れた。後続の仲間とも合流しクランの規模は拡大する。スタンピードに備えた冒険者ギルドによる討伐依頼に対応している頃、ドラゴンが表れる。アランが単独でドラゴンの確認に向かい戦闘となるが、そこに別のドラゴンが現れ敵対、二頭の戦闘となる。アランはドローンで最初のドラゴンを倒し、衰弱したもう一方のドラゴンを助けた。ドラゴンを調べると、他の惑星の知的生物サティロンと遺伝的に近いことが判明する。アランの治療により意識を取り戻したドラゴンはグローリアと名乗り、戦闘用ドローンを率いるアランに恭順の意を示すのだった。
ドラゴンを討伐したことで名を上げたアランは、男爵に列せられ、『魔の大樹海』を得ることとなった。
貴族編
アランは、王都に蔓延る賊を討伐するために護国卿に任じられる。500人を超える賊を討伐する一方で、『魔の大樹海』に開発している都市への移民を募るのであった。

## 登場人物

### 主要人物
アラン・コリント
帝国航宙軍宙兵隊情報第一小隊所属で階級は中尉→将軍。
はぐれ竜を討伐して《ドラゴンスレイヤー》と呼ばれるようになった後、両方の牙をベルタ王国に治めて同国の男爵と護国卿の位を得る。また魔の大樹海を開拓した際には辺境伯の位の確約も得た。
将官であるため敬称は閣下だが帝国軍の階級でもありアレスにおいてそう呼ばれるのを嫌がっている。だが護国卿になったことで公にも閣下の敬称になった。
トレーダー星系のランセル出身。登場時の年齢は25歳。
他の乗組員が全員死亡したため、航宙艦イーリスの艦長に就任し、その直後に未知の惑星に脱出した。
ナノムのサポートによってVRゲームの剣術を使用。現地の既知の剣術に無い動きのため、コリント流と称している。必殺技は一子相伝の最終秘奥義・メテオストリーム。
趣味は料理でスイーツにも明るい。
火魔法と風魔法を応用したドライヤーの魔道具を発明し、料理と魔道具でかなりの利益を得ている。
近くない将来にいずれ来訪するであろうバグスに対するために航宙軍装備を使い惑星アレスを占領して、科学教育の浸透のため国を興し大陸統一を果たすことを決意。クレリアに教育分野とそれ以外の権限を分割した共同統治を提案し了承を受ける。
惑星の占領は複数世代にわたる超長期作戦になるとみられるため、自身の子供も軍に徴用する予定でいる。
魔法
単独でも魔法は使えるが、時間のかかる魔素のリロードなどはナノムが行っている。
マルチセンサーを模した探知魔法はナノマシンで構成された魔素を探知する専用センサーとナノムの情報処理が不可欠。
イーリス・コンラート（AI）
航宙艦イーリス・コンラートの艦載AIで名誉大尉。アバターは戦死したイーリス・コンラート准将の生前の姿を模している。
航宙軍の最新AIで、艦の戦力維持と上空からドローンによるサポートを行っている。
コリント領の設営完了後は地上に降下して一行を出迎えた。
クレリア・スターヴァイン
スターヴェーク王国の第一王女で王位継承権は第二位。謀反によって国を追われた。火魔法を得意とし、剣の腕も立つ。
身元を隠すため冒険者の「リア」と名乗っているが、装備や意匠でやんごとない人物と気付く人は多い。
年齢は16歳。
アラン曰くかなりの美形でミスギャラクシーも狙えるとの評。
ベルタ王国への道中のグレイハウンドとの戦闘で左上腕と右足首を欠損するが、ナノムのサポートにより完全に復元する。アランからは治癒について精霊を体内に宿しているためと説明を受けている。
惑星アレスの人類で唯一ナノムを体内に持つが未だに双方向の意思疎通は出来ていない。
装備の鎧は騎士の意匠の入った高価なミスリル製だが、防犯や身分を分かりにくくする目的で色をくすませる等の加工を施した。
アランから受けた、アロイス王国（旧スターヴェーク王国）の奪還とセリーヌ大陸の統一を共同統治で行うという提案には全面協力を了承する。
エルナ・ノリアン
若くしてクレリアの近衛騎士に抜擢された剣と魔法の使い手。趣味は裁縫で、一人でドレスを作れるほどの腕前。
クレリア脱出の陽動部隊としてセシリオ王国に向かったのち、合流を目指してゴタニアに到着。クレリアとの合流のため別行動をしていたエルナのみ捕縛の難を逃れた。
クレリア一行に合流後は護衛として同行中。セリーナ、シャロンに習って帝国格闘技をいくつか修める。
セリーナ・コンラート/シャロン・コンラート
イーリス・コンラート准将のクローンである姉妹。セリーナとシャロンの名前は、イーリス・コンラート准将の娘の名前を由来としている。航宙艦イーリス・コンラートのAIが、艦に保存されていたイーリス・コンラート准将の体組織から「航宙軍の戦力維持」のため育成した。帝国新国教会のお触れで帝国航宙軍艦には艦の名の由来となった亡き士官の体組織が保存されている。セリーナとシャロンにはアランに対する特定の感情を刷り込まれている節がある。
どちらも帝国航宙軍宙兵隊情報第一小隊所属で階級は準尉。クランの指揮系統ではセリーナが次席、シャロンが三席。2人ともコンバットレベルは帝国軍基準で92以上で、素手であればアレンよりも強い。
魔法はナノムを経由してアレンの身に着けているものは共有している。ただしアルゴリズムが判っていても身に着けるには催眠学習を利用するなどそれなりに苦労はしている。
航宙艦イーリスの培養ポッドで育ったため、実質1歳未満。
クローンのため外見は同じだが髪型で判別可能で、セリーナがポニーテール、シャロンが左のワンサイドアップ。やや堅苦しいセリーナと違いシャロンは社交的な性格をしている。
惑星降下の際、どちらがアレンを先に発見するかで相手の願いを3回きく賭けをしていた。
惑星アレス占領作戦においては軍の人員補充の意味で、子供ができた場合には軍に徴用することを容認している。
2人とも孤児に対して気に掛ける様子が見られる。

### 人類銀河帝国
イーリス・コンラート（人間）
過去に存在していた軍人。
重巡洋艦テオの艦長で当時の階級は中佐。
既婚で二児（セリーナ、シャーロン）の母。
配属地の植民惑星がバグスの襲撃を受け、民間人の撤退時間を稼ぐため自身をおとりとした作戦行動を単身展開。すべてのバグス戦艦を引き付けたうえで巡洋艦テオのリアクターを使い自爆、襲撃に訪れたバグスを殲滅した。
死後、准将（二階級特進）と銀河大十字勲章が追贈された。
当時建造計画中だった戦艦の艦名の由来にもなっている。
グローリア
ドラゴンの女性。
縄張りに侵入したはぐれ竜との戦闘で負傷したが、戦闘に介入してはぐれ竜を倒したアランを一族の長と認め従順の意思を示す。その後、正式に帝国航宙軍宙兵隊に登録した。階級は一等兵。
ナノムを使って通信回路を生成、通信インターフェイス経由で音声による意思疎通が可能になっている。

### スターヴェーク王国
スターヴェーク国王/王妃
クレリアの両親。王都陥落後、斬首により命を落とす。
アルフ・スターヴァイン
スターヴェーク王国の王子でクレリアの兄。王都陥落後、斬首される。
ルドヴィーク辺境伯
スターヴェーク王妃の兄（クレリアの伯父）
クレリア脱出の時間稼ぎのため籠城戦を行い2週間後に制圧され戦死。
アンテス団長
クレリア護衛団の団長で壮齢の男性。
ベルタ王国に向かう途中グレイハウンドの群れに襲われ、最後の一人になるまで奮闘するも命を落とす。絶命前に言葉は通じないながらもアランにクレリアの助命の意思を伝えた。
彼の使用していた魔法剣は（偶然ではあるが）アランに引き継がれた。
ファル
クレリアの侍女。グレイハウンドとの戦闘で死亡。
ライナー/ジーモン/アーロ/アンテロ/ミエス/ミルカ/オルヴォ
クレリアの護衛団員。グレイハウンドとの戦闘で全員死亡。
ダルシム
クレリアの近衛兵長。クラン《シャイニングスター》でアランの副官も兼任。
ゴタニアでクレリア一行に合流。アランの力を図るため近衛を率いて1対多の模擬戦を行うが敗北、その実力を認める。
ロベルト・セリオ
近衛の一員で準男爵。ゴタニアでダルシムと共に合流、辺境伯軍の生き残りの取りまとめを行う。左目に刀傷のある気のいい老人。
ハインツ・エンデルス
近衛の一員。エルナの所属したクレリア脱出陽動班の班長。
捕縛されてベルタ王城の地下牢に囚われていた。数か月にわたる地下牢生活にも正気を保った。
宙兵の流儀に則り、アランの叙爵式典を利用して救出された。
ブルーノ/パウル/ランドル/ローマン/ウッツ/クサーヴ/エーリヒ/ホルガー
近衛の一員でエルナと同班のクレリア脱出陽動班員。ブルーノは副班長。ベルタ王城の地下牢に捕らわれていたが全員救出された。
ヴァルター
辺境伯軍を取りまとめている総大将。表向きはクランの№3。

### ベルタ王国
アマド・ベルティー
ベルタ王国の現国王。
国王の祖母がクレリアの祖母の妹であり、クレリアのはとこ（二従兄）にあたる。
ヴィリス・バールケ
侯爵でベルタ王国の宰相。平民はおろか子爵でも見下す尊大な人物。
政争を有利にするためであれば荒事も厭わないが、嫌疑回避の工作も同時に行うなど強か。
クレリア護衛団の墓を暴いて死体を確認していたり、アロイス王に繋がりがあるなどスターヴェーク王国の反乱にも関係している言動が見られる。
ルチリア
情報収集や汚れ仕事など、バールケの手足となって働く。
ヴェルナー・ライスター
ベルタ王国の前宰相。バールケの罠にかかり3年をベルタ王城の地下牢で過ごしていた。
同じく捕らえられている息子・アベルの命をたてに政策の助言をするよう生かされていた。
ハインツら近衛と共に救出され、宰相バールケの首を見返りにスターヴェーク一行に加わった。
フォルカー・へリング
子爵。アレンの叙爵の使者として王命を引き受けるが、交渉事は苦手。
家の取り潰しや妻との離縁などの回避をかけて悲壮な決意で来た。クランの実像や戦闘をみてアランの実力を確信する。
ヘルマン・バール
士爵。王都守備軍の軍団長。
ゲルトナー
王都アトラス教会の司教。アランからの情報によるドローンの運用を活用するなどして大司教の座をほぼ射止める。
寄付金の額によって強引な便宜を図ることもあり市井では金の亡者と噂されることもあるが、集めた金を孤児院の運営に使うなどの慈善事業で教会内の支持は高い。
ユーミ
孤児の5人姉弟の長女。母親の薬代の借金のカタに娼館に売られそうになったため、強盗としてセリーナ、シャロンを襲うが返り討ちに合う。
セリーナ、シャロンの介入により借金は帳消しになり、シャイニングスターの雑用係として同行する。
ルチリアの密偵
バールケに依頼されてコリント領に潜入している黒髪の女性。元死刑囚だが任務を条件に恩赦を受けている。
コリント領の防衛システムのアルゴリズムを解析して潜入するなど、帝国の技術を理解しているような振る舞いをしている。
クレリアと接触した際は人類種に言及するなど、謎の存在と同様の発言もしている。

#### タラス村の住人
ザック
タラス村の村長。クレリアの話し方や騎士の鎧を見て王侯貴族だと気付いている。
ゴタニアまでの護衛をアラン達に依頼、報酬としてアランの衣服一式を用立てた。
ベック
ザックの息子。綿の卸でゴタニアまで御者を担当する。
ゴタニアでの別れ際アランとクレリアに謝恩の投げナイフを贈り、トールと共にタラス村に帰った。
トール
ベックの幼馴染。ゴタニアまで御者を担当する。

#### ゴタニアの住人
タルス
ゴタニアで有数の雑貨商。家族構成は配偶者のラナ、息子カトル、娘タラ。
盗賊に襲われ身代金目的で囚われていたところをアラン達に救出される。
ザック同様、クレリアの身なりから高貴な身分を見抜いていて態度や言動を変えている。
父親がスターヴェーク王国で商人をしていたこともあり、クレリアの現状を理解したうえで協力を惜しまない頼れる味方。
カトル
タルスの息子。物品購入や宿の手配など商人としての修行のためシャイニングスターに加入し、経理部門を任されている。
ヨーナス
タルス家の執事。商人間の情報ネットワークで各地の情勢や動向にも明るい。
バース
宿屋「豊穣」の主人兼料理人。家族構成は配偶者と娘サラ。
アランから料理のレシピを教わる代わりに宿と食事を無料で提供。
元A級冒険者で過去に魔物の大攻勢に対する活躍で貴族に叙せられるほどの腕前だったが、冒険者の道に嫌気が差したため報奨金を貰って廃業。宿屋・豊穣を開業した。
カーラ
魔術師ギルドのゴタニア支部長。
支部の売り上げはあまり芳しくないらしく、金に関してはシビアだったが魔道具（ドライヤー）の生産とメンテナンスを受託したのでかなりの金額が入る模様。治療院でバイトしているのは公然の秘密。
魔道具作製も魔術も腕は確か。
リリー
魔術師ギルドの元気な受付嬢。S気のあるカーラに事あるごとに虐げられている。

#### ガンツの住人
ユルゲン
ガンツの領主。普段は王都に居てガンツに帰るのは数年に一度。
サイラス
ガンツの商業ギルド長。
サイラス商会の長であり、ガンツ一の富豪。商売の機微に敏感でアランに酒造りの試作を依頼。
粗暴な性格だが娘のアリスタを溺愛している。そのアリスタを助けた返礼にアランが作るクランの立ち上げ（拠点の提供と整備）支援を確約する。
アリスタ
サイラスの娘。父親と違い身なり・言動や振る舞いは礼儀正しい。
カリナ/ナタリー
アリスタ付きの侍女。
盗賊に襲われ身代金目的のアリスタの身代わりとなって凌辱を受ける。救出後アランの厚意により捕縛した盗賊の身柄を譲り受け、無事名誉を回復した。
アリスタ同様、言葉遣いは正しく観察眼も鋭く確か。
カリナは魔の大樹海開拓団にガンツ商業ギルドの代表として同行する。
ケヴィン
ガンツの冒険者ギルド長。
カール
冒険者で、ガンツでクラン「疾風」のリーダーをしている。
冒険者ギルドのランクはA。
魔の大樹海開拓団に警護で同行する。
テオ/エラ
孤児の兄妹。父親は冒険者で消息不明、母親は死亡している。
パーティの周囲によく出没し雑用をかって出ていたが、食うや食わずの現状を見たアレンの厚意で雑用係としてシャイニングスターのホームの住み込み従業員になる。

### アロイス王国
ロートリンゲン
旧スターヴェーク王国時代の爵位は侯爵。
スターヴェーク王家に対して謀反を起こして国家を転覆、新アロイス王国の国王となる。

### その他
謎の存在
漫画版において、クレリアの姿でアランの前に姿を見せた謎の存在。人類種の存続を目的とする神に類する存在で物語の黒幕である可能性が示唆されている。惑星アレスに存在しているオーパーツの存在にも深くかかわっていると推定される。
クレリアに接触を行っている可能性もある:122。

## 用語・世界観
人類銀河帝国
歴史は物語開始時点で帝国歴2258年。
ナノマシンの利用や重力制御、超空間航行《ワープ》の技術も実用化されており、銀河系に広く進出して他の人類との交流や植民惑星の統治も行っている。
航宙軍
人類銀河帝国の軍事作戦を担っている軍隊。宇宙空間での艦隊戦や惑星での白兵戦など各種軍事行動を行う。
軍規などの教育は脳に直接、ほぼ洗脳のようなものを行っている。
第一級非常事態宣言
艦長による宣言と直接命令で発令され、すべての規則に優先する。
宣言を出した指揮官は無実を証明できない場合、軍法会議にかけられることなく銃殺刑と規定されている。
宙兵の流儀
敵地に仲間は置き去りにしないという宙兵の誇り。その結果として救出する以上の犠牲も厭わない、覚悟と決意。
帝国新教会
艦の名前の由来となった士官の体組織をその艦に保存する慣例を作るなど、軍の内部に入り込んでいる様子。
帝国倫理委員会
人類のあるべき姿を厳格に定義している。意思を持つ人のクローンや個人を模したAIなどは認めていない模様。
政府直轄で軍でも手出しできない。
航宙艦イーリス・コンラート
ギャラクシー級弩級戦艦。
赤色艦隊《レッドフリート》スピカ方面軍 第二百三十八艦隊 二番艦。
超空間航行中になんらかの攻撃を受け重大な損害を受ける。艦長が発令した第一級非常事態宣言を受けて、損傷した不要なセクションは艦の軌道修正のため惑星に廃棄した。
現在は衛星軌道上で艦の再構成中。
地上にはドローン、ボットや各種工作機械を展開して情報収集などを行っている。
ナノム
航宙軍兵士であれば誰でも体内で共生・培養している、軍用のナノマシンの略称。
電子顕微鏡でしか見えないほどの極小の機械で、単体ではなんの機能も持たず、最低でも1千億単位以上の集合体を形成して機能するシステム。
AI機能、体内のモニター、医療・修復機能、五感への完全なアクセス、短距離の通信機能などを備え、一種のマルチシステムといえるものである。
人間の通常の食事の成分から作製することはできず、作製には、特殊なレアメタルが必要。
他者にナノムを移植するのは体内のナノムを増殖させたナノム玉でも可能。
量子兵装
帝国軍の制式兵装。銃砲類は生体認証があり所有者以外は使用できないが、電磁ブレードナイフはその限りではないらしくクレリアとエルナにも提供されている。
帝国格闘技（インペリアルアーツ）
宙兵が収める徒手空拳の総合格闘技。対バグスも想定しているので対人では惑星アレスの冒険者程度であればナイフを持つ相手でも圧倒する。
対バグスの戦闘訓練はホログラムで行う。
バグス
昆虫を大きくしたように見える知的生命体で、様々な種類が確認されている。
一番ベーシックなタイプが、8本足の、ゴキブリを少し細長くして上半身を反らせて身を起こしたようなタイプ。
ゴワゴワとした体毛と外殻に被われており、これだけでも人類が怖気を震うには十分だが、それに加えて極めて不潔でギトギトに脂ぎっているうえに、数種類の寄生虫をその身に宿している。
人類よりも遥かに高い戦闘能力を持ち、素手での戦闘であれば全く敵わない。
しかし、千年にわたる戦いの中で人類はその差を改善すべく努力し続けており、現在では航宙軍宙兵であれば素手での戦闘で互角の戦いができるところまで戦闘能力を上げることに成功していた。
バグスも超空間航行を行うことのできるテクノロジーは持っているが、テクノロジーでは人類のほうが数段進んでいる。
バグスの恐ろしいところは、圧倒的なその物量にある。バグスに狙われた植民惑星は、次々と出現するバグスの艦隊に襲われることになる。
専門家の分析では人類とバグスの生産性、物量の比は1対6だった。しかし、発見されるバグスの植民惑星に特別な生産力はなく、植民惑星の数も人類と大差ないと思われた。
そのため、専門家の間ではどこかにバグスの母星系と思われる大規模な繁殖・生産拠点があるという説が有力で、そこさえ発見し、殲滅することができれば、この長きにわたる戦争を終わらせることができると考えられていた。
惑星アレス
帝国に未編入の星系の惑星。
大気は呼吸可能で、湖や川の淡水も摂取できている。
公転周期などは不明。双方で1年の基準が違うのか、クレリアはアランの年齢と外見に違和感を覚えている。
地理・地形
陸地のセリーヌ大陸と海洋が確認されている。他にも大陸が存在するか、人類が存在するかは住人も分かっていない。
言語
セリーヌ大陸固有の言語。
この言葉を話せない者は意味は不明だが特定の呼ばれ方をする固有の単語がある:130。
主な主権国家および都市
スターヴェーク王国
かつてアロイス王国を併合しており、領土の南西部がそれにあたる。
およそ半数の貴族と軍が謀反を起こし王家は壊滅。これによりスターヴェーク王国は滅亡した。
旧アロイス王国を貴族を大臣に起用するなど融和政策を取ってきたが、その反面旧来の貴族の反感も買ったか3割ほどの旧来貴族も謀反に同調していた。
アロイス王国（旧）
かつてスターヴェーク王国に併合された国。主要な貴族は地位を安堵されていたが、旧王家の血筋の貴族も多く度々問題が起きていた。
アロイス王国（新）
アゴスティーニ侯爵であったロートリンゲンを新国王として、旧スターヴェーク王国をアロイス王国に改名。
ベルタ王国
国教はルミナス教のアトラス教会。
スターヴァイン家との血縁が有り親国ではあるが、アロイス王国側についた。
タラス村
人口はおよそ200人。特産は綿と綿製品。
ゴタニア
防壁を備えた大規模な商業都市。
ガンツ
大手のクランが数多く存在する大都市で城塞都市の名を有する。
領主のユルゲンは普段は王都に居るため、実質的に治めているのは家令のデニス。
セシリオ王国
スターヴェーク王国の隣国。
アラム聖国
スターヴェーク王国の隣国。領土争いが度々起きていた模様。
ゲイツ王国
高級酒を生産する国。
通貨
単位はギニー。貨幣は大金貨・金貨・銀貨。
レートは100ギニー＝1銀貨。
アーティファクト
伝説級の魔道具と呼ばれているもの。主なものではギルド間の通信用アーティファクトや硬貨の造幣機であるギニー・アルケミンなど。機能や設置場所は秘匿されている。
どれも製造されてから数十万年経過しているが、数千年前の遺跡から発掘されたものでアレス文明の発祥と一致していない。
ギニー・アルケミン
ギニー硬貨の造幣機。成型・合金化処理を自動で行い、これの所有が国の条件ともいえる。惑星アレスには数台しか存在しない。
ギルド間通信アーティファクト
クウォンタム（量子もつれ）通信機。
人類に連なる者
帝国ではない星系で遭遇した同じ遺伝子構造を持つ知的生命体。
第三者の手により各地で繁栄を迎えたと考えられている。
女神ルミナス
住民の信仰の対象。肩には使徒イザークを連れているとされている。
女神に宣誓を行うと体が光に包まれる現象が起きる。その行為にはかなりの制約や制限が課せられるようだが詳細は不明。
ルミナス教
女神ルミナスを唯一神とする宗教で惑星アレスの最大宗教。最大教派はアトラス教会で全体の5割ほど。
魔法
惑星の大気中に存在するエネルギー”魔素”を意識して練り上げたもの。帝国領エリダー星系の第2惑星・サルサで発見された未知のエネルギーと似ていて、ナノマシンの専用センサーで認知は可能。魔素は互いに引き合いより濃度の濃いほうに移動する性質を持っていて人体に蓄積する。
体内の魔素は使い切ると気を失うほど消耗し、回復には丸一日かかる。
魔法の発動にはそれぞれ決まった工程を正しく行う必要があるが、実際には魔法の効果を鮮明にイメージ出来れば可能である。普通は魔導書を読んで発動に必要な工程を覚える。
魔導書はとても高価で、複製は死罪になる程の重罪。
火・水・風・土・光の5系統の魔法が存在する。
魔石
魔素が多く含まれる結石のようなもの。取り出した魔物の種類によって価値が大きく変わる。
蓄積した魔素を利用して魔道具の動力源となったり、風呂などの熱源にもなる。
魔道具
道具単体で魔法を発動する、魔石・魔導線・魔法陣（魔道路）・魔法出力石で構成されたもの。
魔物
魔石が体内にある獣。魔石のない獣は動物に分類される。
ドラゴン
魔物の中でも別格の存在。攻撃方法として噛みつきやグレネード級の火炎球を吐く。飛行するのは魔法で行っていて、翼は魔法の補佐的なもの。
角のある個体とない個体があるが、雌雄差か成熟度によるものかは不明。
通常は群れで行動するが、群れからはぐれた「はぐれ竜」も出てくる。その場合通常のドラゴンよりも危険度が増す。
ドラゴンを討伐すると「ドラゴンスレイヤー」の称号を得られ、そのうえで必要なドラゴン素材を納めれば爵位を賜る可能性も高い:123。
原始人類惑星サティクの恐竜サティロンに遺伝子レベルで類似している。
知性は高く人類に匹敵し、サティロンもそうであったように科学のサポートで人類と意思疎通も可能。
人間を襲うことは全てのドラゴンの禁忌となっていて、同族内で討伐の対象となる。
グローリアの母親いわく、肉はとても美味しい:153。
魔の大樹海
魔物で溢れかえっていて人々にとっては禁忌の地だが、化石燃料や魔物などのエネルギー資源が豊富な土地。
まれに魔物が一斉に暴走して樹海からあふれ出す「スタンピード」と呼ばれる現象が起こる。その兆候があるとガンツの冒険者ギルドに所属する有力クランを動員して魔物の間引きを無報酬で行うのが協定になっている。
ギルド
冒険者や商人など業態毎の互助組織のようなもので、運営は国の枠組みを超えて行われている。
加入してギルド証を発行すれば身分証明にもなる。加入には銀貨5枚が必要。
各ギルドのランク評価制度は他のギルドからの依頼評価が重要視される模様。
冒険者パーティー/クラン
冒険者の集まりがパーティーと呼ばれ、パーティが複数集まる団体はクランと呼ばれる。
物語に登場する主なもの（リーダーは太字で表記）。
シャイニングスター
名前の由来は「輝く星」という意味を持つスターヴェーク王家の家名「スターヴァイン」から。
アラン、クレリアにエルナが合流したのをきっかけにゴタニアで結成。
ロゴマークの基となったのは超新星を模した航宙艦イーリスの所属する赤色艦隊の徽章で、光り輝く星をイメージしている。
クレリアの近衛兵と辺境伯軍を合わせ105名:117の所帯になったのでパーティを10名単位で1班～10班を編成して、輝く星を守る守護星「サテライト」の名前を付ける。呼び方は「サテライト○○班」
任務によってサテライトを組み合わせて隊を編成、初期メンバーのアラン、リア（クレリア）、エルナ、セリーナ、シャロンが隊長を務める。
ただしリア、セリーナ、シャロンは表立つことはなく、その場合ダルシム、ヴァルターが表向きは隊長として振舞う。
鉄の斧
ゴタニアで雇った3人組パーティー。ベック、トールがタラス村に帰る際に護衛として雇う。
疾風
ガンツでも大手に入る規模の部類。
リーダーはカール。
所属バーティーの「緑の風」は護衛の依頼で盗賊の襲撃を受け全滅している。
鉄の掟
メンバー全員食中毒で依頼不履行となり処罰を受ける。
緑の風
盗賊の襲撃を受けて全滅。

## 既刊一覧

### 小説
| 巻数 | タイトル                  | 発売日         | ISBN              |
| ---- | ------------------------- | -------------- | ----------------- |
| 1    | 航宙軍士官、冒険者になる  | 2018年11月30日 | 978-4-04-735386-2 |
| 2    | 航宙軍士官、冒険者になる2 | 2019年3月30日  | 978-4-04-735545-3 |
| 3    | 航宙軍士官、冒険者になる3 | 2019年8月30日  | 978-4-04-735727-3 |
| 4    | 航宙軍士官、冒険者になる4 | 2019年12月27日 | 978-4-04-735870-6 |

### 漫画
| 巻数 | タイトル                  | 発売日         | ISBN              |
| ---- | ------------------------- | -------------- | ----------------- |
| 1    | 航宙軍士官、冒険者になる  | 2019年6月26日  | 978-4-04-912596-2 |
| 2    | 航宙軍士官、冒険者になる2 | 2020年3月26日  | 978-4-04-913050-8 |
| 3    | 航宙軍士官、冒険者になる3 | 2020年11月27日 | 978-4-04-913407-0 |
| 4    | 航宙軍士官、冒険者になる4 | 2021年8月27日  | 978-4-04-913916-7 |
| 5    | 航宙軍士官、冒険者になる5 | 2022年6月27日  | 978-4-04-914480-2 |
| 6    | 航宙軍士官、冒険者になる6 | 2023年1月27日  | 978-4-04-914857-2 |
| 7    | 航宙軍士官、冒険者になる7 | 2024年2月26日  | 978-4-04-915584-6 |
| 8    | 航宙軍士官、冒険者になる8 | 2025年2月27日  | 978-4-04-916268-4 |